# Liam Walker
Liam Walker (ur. 13 kwietnia 1988) – gibraltarski piłkarz, grający na pozycji pomocnika.

## Kariera klubowa
Walker niemal całą profesjonalną karierę spędził w niższych ligach hiszpańskich. Występował na trzecim i czwartym szczeblu rozgrywkowym. Reprezentował barwy takich klubów jak Algeciras CF, Atlético Zabal, Real Balompédica Linense, UD Los Barrios i CD San Roque. W sezonie 2012/13 był zawodnikiem trzecioligowego klubu angielskiego Portsmouth F.C. Zimą 2014 roku po raz pierwszy trafił na szczebel ekstraklasy. W styczniu tegoż roku podpisał 2,5-letni kontrakt z izraelskim klubem Bene Jehuda Tel Awiw. We wrześniu 2014 trafił do Lincoln Red Imps FC, a 2016 roku przeniósł się do ligowego rywala Europa FC. W lipcu 2017 wrócił na Wyspy Brytyjskie do Notts County F.C.

## Kariera reprezentacyjna
W reprezentacji Gibraltaru zadebiutował 19 listopada 2013 roku w towarzyskim meczu przeciwko Słowacji, pierwszym oficjalnym w historii tej reprezentacji. Na boisku przebywał przez pełne 90 minut. Swojego pierwszego gola dla reprezentacji zdobył 6 września 2016 roku w meczu Eliminacji do Mistrzostw Świata w Rosji przeciwko Grecji.